# Файнс-Клинтон, Эдвард, 18-й граф Линкольн
Эдвард Хорас Файнс-Клинтон, 18-й граф Линкольн (англ. Edward Horace Fiennes-Clinton, 18th Earl of Lincoln; 23 февраля 1913 — 7 июля 2001) — австралийский инженер-аристократ.

## Биография
Родился 23 февраля 1913 года в Мельбурне (Западная Австралия). Старший сын Эдварда Генри Файнса-Клинтона (1886—1916), помощника капитана британского торгового флота, который эмигрировал в Австралию в 1912 году, а затем служил в 51-м батальоне Австралийских имперских сил и погиб в бою 17 августа 1916 года во время Первой мировой войны.
Его мать, Эдит Энни Гест, дочь капитана Хораса Геста, воспитывала его до того, как в 1923 году она снова вышла замуж за Роберта Джонстона Линна, кузена заместителя спикера Палаты общин Северной Ирландии сэра Роберта Линна.
Получив образование в школе Хейл, независимой англиканской школе-интернате в Перте (Западная Австралия), Файнс-Клинтон затем работал котельщиком, помощником сварщика и машиниста, а также мясником на золотом руднике Калгурли.

## История
Эдвард Файнс-Клинтон узнал о своем наследовании графства Линкольн во время телефонного разговора с журналистом из газеты The Daily Telegraph в Лондоне, который начал: «Лорд Линкольн, если я могу быть первым, кто так к вам обратится…» Он сказал, что знал, что однажды может унаследовать титул, но забыл об этом. На комментарий журналиста, что он, кажется, не взволнован, Линкольн ответил: «молодой человек, я прожил семьдесят пять лет и научился принимать вещи такими, какие они есть». Однако он, похоже, был разочарован, услышав, что ему нечего больше наследовать, кроме самого пэрства.
Австралийская пресса была гораздо более взволнована этой новостью, и три съемочные группы появились снаружи квартиры нового пэра в Elanora Villas, Банбери, Западная Австралия, прежде чем на вертолете прибыли новые репортеры. Вскоре после наследования графства новый лорд Линкольн отправился в Англию, где его тепло приняли (среди прочих) ведущие граждане города Линкольн. Вскоре эта история была выдумана как сюжетная линия в австралийской мыльной опере «Соседи».
Позже он написал автобиографию под названием «Мемуары эмбрионального графа», опубликованную в 1992 году, и приступил к изложению своего формального права на пэрство с целью занять свое место в Палате лордов. После того, как лорд Дидс проинформировал его о работе Верхней палаты и был принят в Коллегии герольдов, лорд Линкольн заявил о своем намерении присоединиться к консерваторам в Палате лордов. Однако в процессе получения его места возникли задержки, которые были сорваны реформами верхней палаты в Законе о Палате лордов 1999 года. После этого лорд Линкольн не имел автоматического права заседать в Палате лордов, поскольку все, кроме 92 наследственных пэров, были удалены.
Лорд Линкольн скончался в Западной Австралии 7 июля 2001 года.

## Семья
В 1940 году Файнс-Клинтон женился на Лейле Рут Фицпатрик, урожденной Миллен (? — 19 июля 1947), дочери Джона Джеймса Миллена. У супругов было двое детей:
- Леди Патрисия Рут Файнс-Клинтон (род. 1 февраля 1941), она вышла замуж в 1959 году за Александра Джорджа Стюарта Элрика (развод в 1971 году), от брака с которым у неё было четверо детей.
- Достопочтенный Эдвард Гордон Файнс-Клинтон (7 февраля 1943 — 12 января 1999). С 1970 года был женат на Джулии Элеонор Хаусон, дочери Уильяма Томаса Хаусона. У супругов трое детей, два сына и дочь. Старший из сыновей — Роберт Эдвард Файнс-Клинтон, 19-й граф Линкольн (род. 1972).

После смерти первой жены в июле 1947 года Эдвард Файнс-Клинтон 3 декабря 1953 года женился вторым браком на Линде Элис Крид (ок. 1916 — 22 января 2014), дочери преподобного Чарльза Крида и вдове Джеймса Энтони О’Брайена. Детей у них не было.
Когда его дальний родственник, 10-й и последний герцог Ньюкасл-андер-Лайн (1920—1988), умер на Рождество 1988 года, Эдвард Файнс-Клинтон унаследовал второстепенный титул — граф Линкольн. Его предок, сэр Генри Клинтон из Киркстеда, Линкольншир, был старшим сыном 2-го графа Линкольна от второго брака; потомки старшего сына 2-го графа стали герцогами Ньюкасла.
Внук лорда Линкольна Роберт Эдвард Файнс-Клинтон (род. 19 июня 1972), является 19-м и нынешним графом. Член Зоологического общества Лондона, живет в Перте..